# Пјане-Морето (Кјети)
Пјане-Морето (итал. Piane-Moretto) је насеље у Италији у округу Кјети, региону Абруцо.
Према процени из 2011. у насељу је живело 409 становника. Насеље се налази на надморској висини од 128 м.